# 赫梅利夫卡 (捷季耶夫區)
49°11′49″N 29°46′32″E / 49.19694°N 29.77556°E
赫梅利夫卡（烏克蘭語：Хмелівка）是位於烏克蘭北部的村莊，由基辅州白采爾克瓦區的泰蒂伊夫市鎮負責管轄。該村始建於1601年，面積1.77平方公里，海拔高度233米，2001年人口403，人口密度每平方公里228.1人。